# The Strokes
Pour les articles homonymes, voir Stroke.
The Strokes est un groupe de rock américain, originaire de New York. Formé en 1998, il élève sa renommée dès le début des années 2000 comme l'un des groupes phares du renouveau garage rock et post-punk revival. Ils sont souvent désignés comme les héritiers du Velvet Underground et de Television, dont le groupe s'inspire principalement.

## Biographie

### Débuts etThe Modern Age(1998–2001)

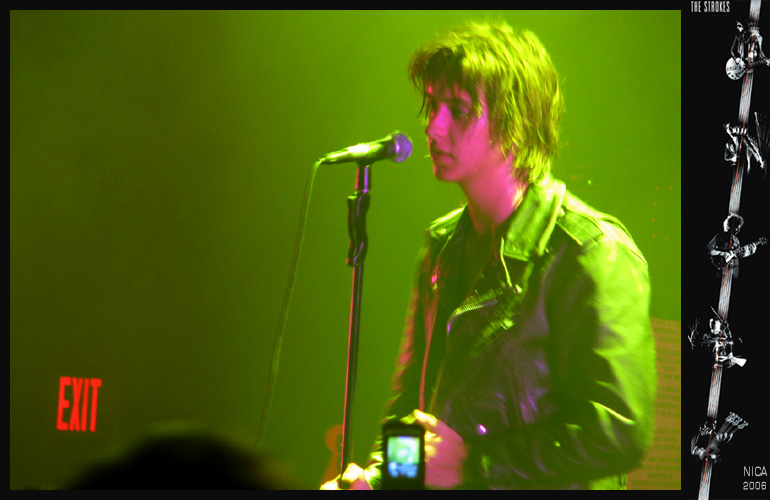
Julian Casablancas.

C’est en 1984 que se rencontrent deux des membres du futur groupe. En effet, Julian Casablancas fait la connaissance à l’école de Nikolai Fraiture, avec qui il se lie d'amitié rapidement, et qui deviendra plus tard son bassiste. Les deux camarades n’étant alors âgés que de six ans, il faudra attendre encore quelques années avant que cette relation ne se transforme en collaboration musicale. Sept ans plus tard, en 1991, Julian Casablancas sympathise avec le batteur Fabrizio Moretti et le guitariste Nick Valensi (qui avaient joué dans le même groupe quelques mois auparavant) à la Dwight School, un lycée de l'Upper West Side de Manhattan. Mais ce n’est que l’année suivante qu’il rencontre Albert Hammond Jr au prestigieux Institut Le Rosey en Suisse, le guitariste qui complétera la formation quelques années plus tard. Le croisant alors dans Manhattan tout à fait par hasard, Casablancas invite Albert Hammond Jr à se joindre à son groupe nouvellement formé, et se charge de nommer le quintet désormais au complet ; ce sera The Strokes. Le nom « The Strokes » est en lui-même, comme leur musique, une contradiction : « a stroke » signifie à la fois une caresse et un coup. La musique des Strokes est rugueuse, avec l'usage de guitares électriques aux sons saturés comme dans le hard rock, mais aussi très mélodieuse, avec de purs sons blues.
En juin 2001, les Strokes (qui rêvaient à un moment donné de devenir un groupe aussi incontournable que Guided by Voices, formation de l’underground américain) deviennent rapidement un véritable phénomène. Leur popularité grandit rapidement à New York peu après leur formation, particulièrement dans le Lower East Side et ils commencent à se produire au Mercury Lounge. Ryan Gentles y est chargé de booking ; impressionné par le son du groupe, il décide de quitter son emploi pour devenir leur manager.
Contactés après un spectacle par Gordon Raphael, un producteur de la scène underground new-yorkaise, les Strokes commencent à répéter plusieurs jours par semaine avec l'intention d'enregistrer un EP. Leur répertoire comprend à ce moment tout au plus dix à douze titres dont Last Nite, The Modern Age, This Life (devenue Trying Your Luck), New York City Cops, Soma et Someday. (Le clip de Last Nite, est enregistré complètement en live. On peut notamment y voir Albert Hammond Jr accrochant accidentellement un micro de la batterie de Fabrizio Moretti, les deux essayer de le remettre correctement, et à la fin le batteur faire s'écrouler deux micros d'un coup de baguette.) La plupart de ces titres ont vu évoluer leurs paroles. Certains titres encore officiellement inédits ont été écrits à cette période, dont Sagganuts, In Her Prime, Rythm Song, A Minor 4-4, Babies et Clear Skies.
L'EP The Modern Age sort le 29 janvier 2001 en Angleterre, et le 22 mai 2001 aux États-Unis. Le succès ne tarde pas à arriver des deux côtés de l'Océan Atlantique. Les critiques acclament l'enregistrement et les maisons de disques se disputent le groupe de musiciens, qualifiés de sauveurs du rock 'n' roll par certains articles dithyrambiques.

### Is This It(2001–2003)
Les Strokes sortent finalement leur premier album Is This It le 27 août 2001 au Royaume-Uni sous l'étiquette Rough Trade Records. Le 9 octobre 2001, après un retard, l'album sort en Amérique sous l'étiquette RCA. Le retard est causé par une pochette européenne, représentant une main gantée de cuir posée sur un postérieur féminin nu, considérée comme obscène et remplacée par un dessin de collision de particules, ainsi que le retrait de la chanson New York City Cops, considérée déplacée peu après les attentats du 11 septembre 2001, son refrain disant « New York City Cops, they ain't too smart » (« Les flics de la ville de New York, ils ne sont pas très futés »).
L'album reçoit de bonnes critiques tant des grands magazines, dont un quatre étoiles du magazine Rolling Stone, que des publications indépendantes, dont un 9,3 de Pitchfork. Il se classe dans le top 10 des albums sortis en 2001 de plusieurs magazines,, et est nommé album de l'année par Entertainment Weekly. Les Strokes sont désignés à plusieurs reprises comme « les sauveurs du rock », un statut qui sert à la notoriété de l'album. L'influence de groupes comme le Velvet Underground, Television ou Blondie est évoquée à plusieurs reprises par les critiques.
Après la sortie de l'album, les Strokes commencent une tournée mondiale qui passe par le Japon, l'Australie, la Nouvelle-Zélande, l'Angleterre, la France, l'Allemagne, l'Italie, le Canada et leur pays natal, les États-Unis. Ils font, entre autres, la première partie des Rolling Stones pour quelques soirs et sont les têtes d'affiche des Reading and Leeds Festivals en août 2002. Le groupe joue, toujours en août 2002, au Radio City Music Hall de New York avec The White Stripes en ouverture. Jack White rejoint alors le groupe sur scène pour interpréter le solo de New York City Cops. Ils apparaissent dans le Saturday Night Live, et dans les émissions de deuxième partie de soirée de Jay Leno, David Letterman et Conan O'Brien.
Le groupe tourne également trois vidéoclips pour promouvoir l'album : Hard to Explain, Last Nite (enregistré live en studio) et Someday. Ils sont tous réalisés par Roman Coppola, fils de Francis Ford Coppola et frère de Sofia Coppola.

### Room on Fire(2003–2005)

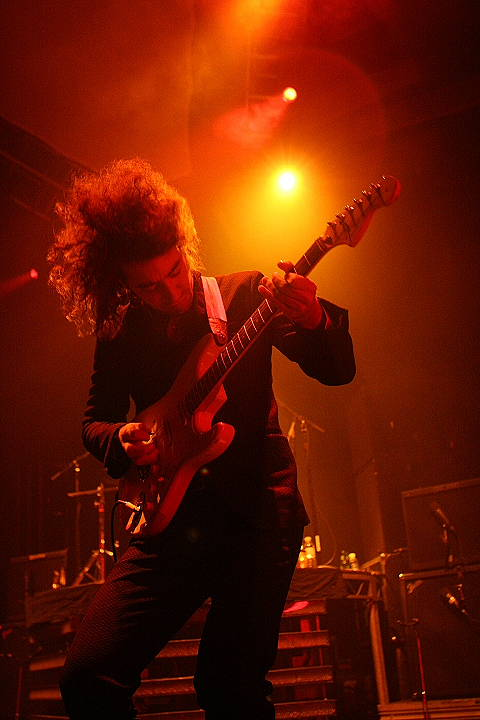
Albert Hammond Jr.

Avant la fin de 2002, le groupe entre en studio pour enregistrer une suite de Is This It avec Nigel Godrich (producteur ayant travaillé avec Radiohead, Beck et Paul McCartney), mais à la suite de certaines divergences sur la façon d'enregistrer l'album, ils décident de retourner vers Gordon Raphael, producteur du premier opus. En marge de ces sessions, le groupe tourne au Japon et présente quelques-uns de ses nouveaux morceaux dont Reptilia, Meet Me in the Bathroom, The Way It Is, Between Love & Hate (alors connu comme Ze Newie) et 12:51 (parfois appelé Supernova).
Les Strokes sortent leur deuxième opus, intitulé Room on Fire, le 28 octobre 2003 . L'album reçoit généralement de bonnes critiques mais est accueilli plus froidement par le public. Même s'il a atteint jusqu'à la deuxième position des ventes au Royaume-Uni et la quatrième position du Billboard 200, l'album ne se vend cependant « qu'à » 575 000 exemplaires (en date de janvier 2006), nombre à comparer à plus d'un million pour Is This It aux États-Unis seulement.
Le premier single tiré de l'album est 12:51, où le son de guitare de Nick Valensi évoque des claviers. Le vidéoclip est, quant à lui, réalisé une fois de plus par Roman Coppola et présente une esthétique très inspirée du film Tron. Ce titre fut, jusqu'à la sortie de Juicebox, le plus gros succès du groupe au Royaume-Uni. En novembre 2003, le groupe joue tous les mardis dans l'émission Late Night with Conan O'Brien pour présenter ses nouveaux titres au grand public. De fin 2003 à mi-2004, le groupe tourne avec Kings of Leon et Regina Spektor comme premières parties. Alors qu'ils tournent avec cette dernière, les Strokes enregistrèrent le titre Modern Girls & Old Fashionned Men avec Regina Spektor. La chanson est lancée en tant que face B de leur deuxième single, Reptilia. Le troisième single extrait de Room on Fire estThe End Has No End, avec une reprise des Clash en face B, Clampdown.
Vers la fin 2004, le groupe prévoit de sortir un album live, Live in London. Mais ce plan tombe à l'eau pour des raisons nébuleuses, le groupe prétextant des problèmes dans la qualité de l'enregistrement.

### First Impressions of Earth(2005–2007)

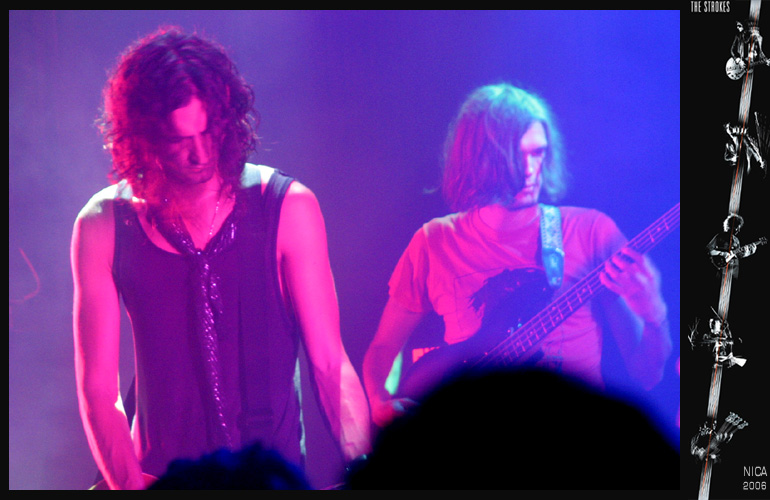
Nick Valensi et Nikolai Fraiture.

Au cours de l'année 2005, le groupe devient silencieux et les rumeurs sur le troisième opus vont bon train. Le premier single prévu, Juicebox, fuite sur Internet dès septembre 2005, au grand dam du groupe. Le groupe et sa maison de disque sont donc obligés de lancer le nouveau single beaucoup plus tôt que prévu, soit au début d'octobre 2005, avec Hawaii en face B. Ce single devient (en  janvier 2006) le plus grand hit du groupe (#5 au Royaume-Uni) et le premier à atteindre le Billboard Hot 100 (#98).
Le lancement de l'album suit, le 2 janvier 2006 en Europe, et le 3 janvier 2006 en Amérique. Intitulé First Impressions of Earth, il est enregistré dans le studio personnel des Strokes sous la gouverne du producteur David Kahne, avec l'aide de Gordon Raphael (producteur de Is This It et Room on Fire) sur certains titres, ainsi que la présence du réputé Andy Wallace derrière la console de mixage.
Le second single tiré de l'album prévu au début 2006 est Heart in a Cage. Le single suivant des Strokes, You Only Live Once, est enregistré à Los Angeles par Sam Bayer. Le clip de You Only Live Once est confié à Sam Bayer. C'est également lui qui réalise celui de 'Heart in a Cage. Nick Valensi raconte à propos du tournage du clip : « Il nous a fait jouer dans une salle qu'il a ensuite remplie d'une huile noirâtre. Alors que nous étions aspergés et que ce truc humide et collant rendait la situation pénible, nous devions continuer à jouer. Le tournage a duré une journée et Bayer n'a eu besoin d'aucun trucage. Après, il nous a expliqué qu'il avait cette idée en tête depuis qu'il était sorti de la fac. Il avait demandé à des milliers de groupes mais aucun n'avait accepté. Je ne sais pas si on s'est montré très intelligents ou vraiment stupides ![réf. nécessaire]». En face B, Eddie Vedder, de Pearl Jam, et Josh Homme, de Queens of the Stone Age, reprennent avec les Strokes le morceau Mercy Mercy Me de Marvin Gaye. Ce single sort en juillet 2006.

### Pause (2007–2010)

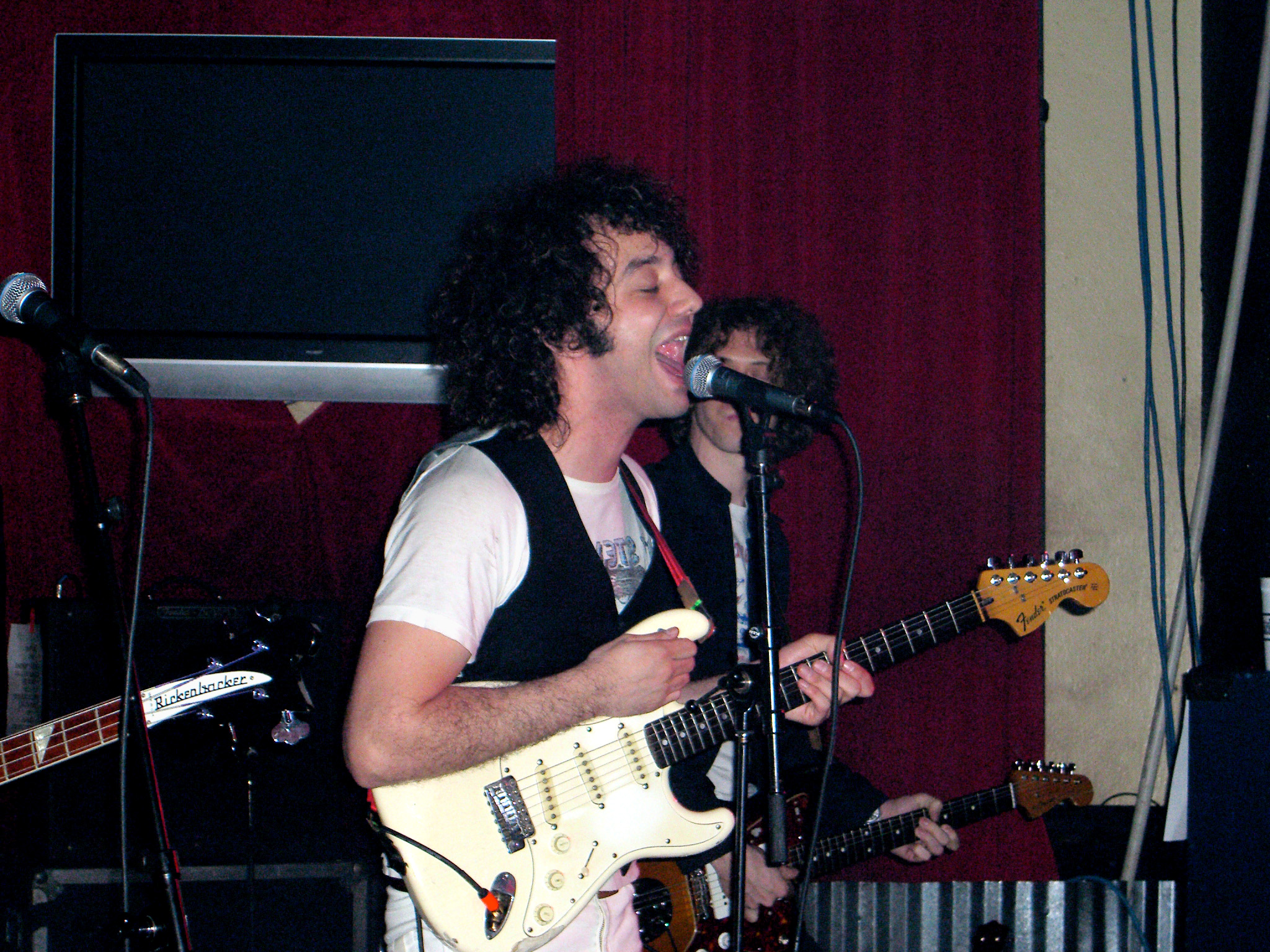
Albert Hammond Jr en solo.

En 2007, les membres du groupe annoncent une pause significative dans leur projet commun, et précisent qu'aucun projet ne sortirait cette année. Avant un retour attendu, normalement pas avant début 2011, les Strokes se reposent à la suite d'une tournée éprouvante composée d'une longue série de concerts visant à promouvoir leur dernier album First Impressions of Earth. Le prochain album est prévu pour début 2011.
En parallèle, les musiciens ne restent cependant pas inactifs. Albert Hammond Jr sort deux albums solo aux sonorités pop/rock en l'espace de deux ans : le 9 octobre 2006 est sorti son premier opus Yours to Keep et le 7 juillet 2008 est sorti ¿Cómo te llama?. Il fait notamment la première partie du groupe Coldplay lors du Viva La Vida Tour en Europe du 1er septembre au 4 octobre 2008. Julian Casablancas participe au dernier single des Queens of the Stone Age menés par Josh Homme, intitulé Sick, Sick, Sick (sur Era Vulgaris) en y jouant de la guitare synthétique, et sort un album solo Phrazes for the Young le 3 novembre 2009, aux sonorités étonnantes. Nick Valensi apparait brièvement dans le dernier opus de Devendra Banhart. Fabrizio Moretti est parti en tournée avec Har Mar Superstar, un vieil ami du groupe. Il a aussi fondé un groupe nommé Little Joy qui a sorti un album homonyme le 4 novembre 2008. Plusieurs concerts ont été prévus aux États-Unis et quelques dates en Europe.
Enfin, Nikolai Fraiture participe à un projet cinématographique d'art et d'essai intitulé A Kind of Dream. Il a également produit et sorti un album solo intitulé The Time of the Assassins sous le nom de Nickel Eye le 27 janvier 2009. Il propose sur sa page myspace une reprise de Bonnie and Clyde en duo avec Emilie Simon. La pause touche néanmoins à sa fin, Albert Hammond Jr ayant annoncé au magazine Rolling Stone leur retour en studio le 11 février 2009 à 14 heures. The Strokes regagnent effectivement les studios pour travailler sur le quatrième album, comme ils l'affirment sur leur site officiel.

### Angles(2008–2013)

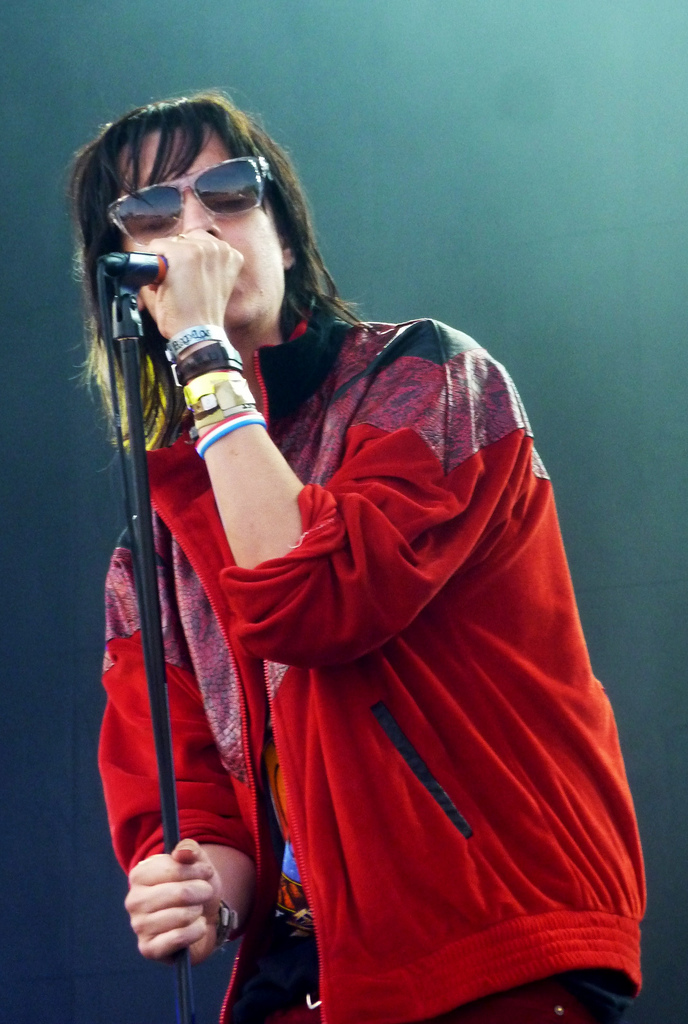
Julian Casablancas des Strokes en 2010.

Les Strokes auraient dû sortir leur quatrième album à la rentrée 2010. C'est ce qu'avait déclaré le batteur du groupe, Fabrizio Moretti, lors d'une interview réalisée par Zane Lowe pour la radio anglaise BBC. Selon les indications du musicien, les séances de studio qui avaient démarré à New York au mois de janvier s'avéraient fructueuses, puisque la majorité des titres étaient déjà écrits : « Nous avons enregistré beaucoup de matos, les démos sont prêtes. » On notait également que l'entente au sein du groupe était au beau fixe, ce qui n'a pas toujours été le cas : « Chacun était libre d'exprimer ses idées et de contribuer à l'écriture. » Il semblait donc que les escapades en solo de plusieurs membres des Strokes, Albert Hammond Jr., Fabrizio Moretti avec Little Joy, Nikolai Fraiture sous le nom de Nickel Eye et Julian Casablancas avaient fait le plus grand bien à la formation qui ne cachait pas sa joie de se retrouver.
Au début de 2010, le groupe proposait d'ailleurs sur YouTube, une série de vidéos montrant les coulisses de l'enregistrement de ce nouvel album. Casablancas n'apparaissait pas sur ce film ; il est probable qu'il n'avait pas assisté aux séances de janvier. Il avait d'ailleurs déclaré à plusieurs reprises, dans de nombreuses interviews, qu'il n'avait pas encore enregistré ses parties de chant. Et qu'il allait pimenter les chansons (Funk it up a little bit !). Le groupe est d'ailleurs passé dans plusieurs festivals estivaux, en Angleterre, en Écosse, en Allemagne, en Suisse, aux États-Unis et en Australie où cela aurait dû être l'occasion d'entendre leurs nouvelles chansons. Toujours dans Clash Magazine, Casablancas explique qu'il était sûr que le groupe jouerait au moins une nouvelle chanson mais qu'il ne savait pas encore laquelle. Mais aussi que si personne ne voulait jouer de nouvelles chansons, ils ne joueraient pas de nouvelle chanson. Aucun nouveau morceau n'a été joué durant ces festivals 2010.
La sortie de l'album est repoussée à janvier 2011. Il est possible que le prolongement de la tournée de Julian Casablancas et son groupe (The Sick Six) jusqu'en juillet 2010 ait eu une influence sur le report de la date (hypothétique) de sortie de l'album. Dans une interview donnée à Clash Magazine le 6 mai 2010, quand on demandait à Casablancas : « Savez-vous quand est-ce-qu'on peut attendre le nouvel album des Strokes ? » l'intéressé répondait : « Je pense en janvier. On m'a dit de ne plus faire de prédictions. Mais je suis quasiment sûr qu'il devrait sortir en janvier. » Cependant, le 5 janvier, interviewé par Radio 1, Nikolai Fraiture déclarait que la sortie du nouvel album ne se ferait pas avant mars 2011. Il rajoute que « Question musique, j'ai le sentiment que ce disque est de facture classique. Il est celui que nous aurions dû enregistrer entre Room on Fire (2003) et First Impressions of Earth (2006). »
Après la sortie du premier single Under Cover of Darkness, et plusieurs fuites sur Internet, l'album sort finalement le 22 mars 2011. Ce quatrième opus soulève de nombreuses interrogations de la part des fans et de la presse spécialisée. L'enregistrement s'est réalisé en plusieurs étapes. Tout d'abord le groupe commence ses sessions à New York avec le producteur et ingénieur du son Joe Chiccarelli sans Julian Casablancas. Nikolai Fraiture l'explique ainsi : « Au bout d’un moment, nous, les quatre autres membres du groupe, avons décidé de louer un studio, d’utiliser notre budget et de se dire ‘soit ça marche, soit ça ne marche pas’. Il était temps d’avancer, nous n’avions pas le choix. On avait écrit quelques trucs avec lui, mais le processus concret d’entrer en studio et de tout enregistrer s’est fait sans Julian. » Le résultat n'étant pas à la hauteur de leurs espérances, les quatre musiciens décident de s'installer avec un unique ingénieur du son dans le studio personnel d'Albert Hammond Jr. Encore une fois, Casablancas est absent des sessions d'enregistrement, en partie à cause de la prolongation de sa tournée mondiale à la suite de la sortie de son album solo Phrazes for the Young mais aussi à cause des tensions au sein du groupe. Le groupe est semble-t-il passé très près de la séparation. Casablancas et le reste du groupe communiquaient par e-mail, Casablancas donnant pour chaque extrait ses directives ou ses opinions. Ce n'est qu'une fois les parties instrumentales enregistrées que Casablancas commence son travail. L'album n'est donc pas enregistré par le groupe au complet. Nick Valensi résume cet enregistrement comme un processus « affreux : travailler de manière fractionnée, ne pas avoir de chanteur… On avait l’impression que 75 % de l’album avait été fait ensemble mais que le reste était à l’abandon, certains d’entre nous ramassant les pièces pour essayer de finir le puzzle. »
Cet album tranche avec ses prédécesseurs d'un point de vue musical, les Strokes cherchant à faire évoluer leur musique. Les caractéristiques du groupe (ligne de basse travaillée, guitares et voix « sales », chant mélodique et alternant plusieurs hauteurs) sont quelque peu remodelées par des sonorités nouvelles à la guitare et l'apparition de claviers électroniques.

### Comedown Machine(2013–2015)
Dès la sortie de leur quatrième album Angles, en 2011, les Strokes affichent leur volonté d'enregistrer un cinquième album et de réduire le laps de temps entre leurs albums (Angles est sorti cinq ans après leur précédent album First Impressions of Earth). Durant l'été 2012, les Strokes sont entrés au Famous Electric Studio.
Le 17 janvier 2013, la radio 1077 The End et son directeur de programme Mike Kaplan, annonce qu'elle aurait reçu de RCA le nouveau single All the Time et serait sur le point de le diffuser. De plus, Sony aurait envoyé à des journalistes un courriel indiquant la sortie du cinquième album du groupe pour mars 2013. Le 25 janvier 2013, les Strokes ont publié un nouveau morceau, One Way Trigger, sur les réseaux sociaux. Celui-ci est offert en téléchargement gratuit sur le site du groupe. Le 13 février 2013, le groupe dévoile son nouveau single extrait de leur prochain album: All the Time. Le 19 février 2013, le groupe propose en avant-première l'écoute intégrale de leur cinquième album (sortie officielle prévue le 25 mars) sur le site Pitchfork.com.
L'album poursuit la nouvelle orientation musicale des Strokes qui a été prise depuis Angles et qui s'éloigne de plus en plus des premiers albums des Strokes. Il est bien accueilli par la presse spécialisée.

### Future Present Past(2016-2017)
Le 26 mai 2016, dans sa nouvelle émission de radio mensuelle Culture Void diffusée sur SiriusXM, Julian Casablancas présente Oblivius, le nouveau morceau des Strokes, issu de l'EP Future Present Past dont la sortie est annoncée pour le 3 juin 2016.
Le groupe joue une série de festivals au début de 2017. Ils comprennent l'Estéreo Picnic Festival, le Lollapalooza Brasil, Lollapalooza Chile, et le Lollapalooza Argentina. Leur première performance de l'année s'effectue au Estéreo Picnic Festival. En Argentine, ils jouent devant 90 000 spectateurs.

### The New Abnormal (depuis 2019)
En octobre 2016, le guitariste Valensi indique que « le groupe travaille doucement mais sûrement sur un nouvel album, on en est juste qu'à l'écriture. » En juillet 2017, Albert Hammond révèle que les Strokes travaillent avec le célèbre producteur Rick Rubin.
En décembre 2018, le groupe annonce préparer une tournée mondiale en 2019 pour son retour. En mai 2019, le groupe se produit sur scène pour la première fois en plus de deux ans lors d'un spectacle de charité à Los Angeles. Le groupe y joue une nouvelle chanson intitulée The Adults Are Talking. Le groupe se produit également sur la scène de plusieurs festivals l'été, sans dévoiler de titre inédit : le Bilbao BBK Live,, All Point East à Londres, le Lollapalooza de Paris ... En septembre 2019, Valensi, dans une interview fait allusion à la production d'un sixième album studio. Pendant le concert du Nouvel An 2019 du groupe à Brooklyn, Casablancas annonce la sortie d'un sixième album studio pour 2020, et joue une nouvelle chanson, Ode To The Mets.
Le 10 février 2020, le groupe, qui se produit lors d'un meeting du candidat présidentiel Bernie Sanders à l'Université du New Hampshire, annonce officiellement l'arrivée du sixième album studio du groupe pour le 10 avril de cette année. Il dévoile deux titres inédits, Bad Decisions et At The Door,. Leur sixième album studio, The New Abnormal, sort dans le monde entier le 10 avril 2020, et divise les critiques, le jugeant tour à tour « fantastique » ou décevant ,,. Le 31 octobre, le groupe est l'invité musical du Saturday Night Live avec John Mulaney, où ils interprètent les titres The Adults are Talking et Bad Decisions issus de leur nouvel album,.

## Style musical
Leur style musical intervient à une période de renouveau du rock (début des années 2000). Il se caractérise à cette époque par la voix de Julian Casablancas, qui alterne facilement passages dans les aigus et les graves et par un enregistrement volontairement « sale ». Les guitares, tenues par Nick Valensi et Albert Hammond Jr, alternent les passages solos et les passages rythmiques (Valensi fait par exemple les solos de Under Cover of Darkness et de New York City Cops, tandis que Hammond Jr réalise ceux de The End has no End ou encore de Last Nite).
Comme la voix, l'enregistrement des guitares est volontairement laissé sans traitement sonore particulier, ce qui donne un effet « sale », proche d'une sonorité live. La basse de Nikolai Fraiture est souvent associée à la rythmique du morceau (Juicebox, Taken for a fool), mais peut aussi se détacher complètement de la structure du titre (Is this it?). Elle est un élément déterminant du « son Strokes ». La batterie de Fabrizio Moretti est assez simple et réputée pour sa régularité.
À partir de Angles (2011), leur quatrième album, les Strokes ont fait évoluer leur musique en s'approchant d'un son plus electro : la voix de Julian Casablancas est enregistrée de manière plus conventionnelle et retravaillée par de nombreux effets. Les guitares expérimentent de nouvelles sonorités, laissant peu à peu leurs distorsions « sales » qui les caractérisaient tant. Des synthétiseurs et des boîtes à rythmes font leur apparition. Sur Comedown Machine (2013), Julian Casablancas chante très aigu, en voix de tête et les Strokes poursuivent leur évolution musicale avec des ballades et des morceaux expérimentaux (Call it fate, call it karma), vers un univers plus pop.

## Membres
- Julian Casablancas - chant, auteur de la majorité des chansons
- Nick Valensi - claviers, chœur, guitare (jouant sur une Epiphone Elitist Nick Valensi Riviera P94 ou une Gibson Les Paul Black)
- Fabrizio Moretti - batterie, percussions
- Albert Hammond Jr - claviers, chœur, guitare
- Nikolai Fraiture - basse (jouant sur une Fender Jazz Bass, ou une Rickenbacker 4001 sur la tournée de Is This It?)

## Discographie

### Albums studio
- 2001 : Is This It
- 2003 : Room on Fire
- 2006 : First Impressions of Earth
- 2011 : Angles
- 2013 : Comedown Machine
- 2020 : The New Abnormal

### EP
- 2001 : The Modern Age
- 2016 : Future Present Past

### Singles
- 2001 : Hard to Explain
- 2001 : Last Nite
- 2001 : Someday
- 2003 : The End Has No End
- 2003 : Reptilia
- 2003 : 12:51
- 2005 : Juicebox
- 2006 : Heart in a Cage
- 2006 : You Only Live Once
- 2011 : Under Cover Of Darkness
- 2011 : Call Me Back
- 2011 : Taken for a Fool
- 2013 : One Way Trigger
- 2013 : All the Time
- 2020 : At The Door
- 2020 : Bad Decisions
- 2020 : Brooklyn Bridge To Chorus
- 2020 : Ode To The Mets

## Récompenses et nominations
- 2002 : ASCAP Pop Awards – College Vanguard Award (récompensé)
- 2002 : Brit Awards – Meilleur nouvel artiste international (récompensé)
- 2002 : Meteor Ireland Music Awards – Meilleur album international (Is This It) (récompensé)
- 2002 : NME Awards – Meilleur album (Is This It), Groupe de l'année, Meilleure performance live (récompensé)
- 2002 : MTV Video Music Awards – MTV2 Award (Last Nite) (nommé)
- 2002 : MTV Europe Music Awards – Meilleure performance live (nommé)
- 2002 : Q Awards – Meilleure performance live (nommé)
- 2003 : NME Awards – Meilleur groupe international (nommé)
- 2006 : NME (New Musical Express) Awards – Meilleur groupe international (récompensé)
- 2006 : MTV Europe Music Awards – Meilleur groupe de rock (nommé)
- 2009 : NME (New Musical Express) Sondage - Album de la décennie (Is This It) (récompensé)
- 2021 : Grammy Awards - Meilleur album Rock (The New Abnormal)